# Twin Island (Antarktika)
Twin Island (englisch für Zwillingsinsel; in China Luansheng Dao, chinesisch 亂生島) ist eine kleine Insel in der Prydz Bay vor der Ingrid-Christensen-Küste des ostantarktischen Prinzessin-Elisabeth-Lands. Sie liegt nördlich der Lied Promontory im Gebiet der Larsemann Hills.
Das Antarctic Names Committee of Australia benannte sie 1987 nach den sie dominierenden zwei Gipfeln, die durch eine Ebene voneinander getrennt sind.